# Hull Challenger 2000
L'Hull Challenger 2000 è stato un torneo di tennis facente parte della categoria ATP Challenger Series nell'ambito dell'ATP Challenger Series 2000. Il torneo si è giocato a Hull in Regno Unito dal 14 al 19 febbraio 2000 su campi in sintetico indoor e aveva un montepremi di $25 000.

## Vincitori

### Singolare
Henrik Andresson ha battuto in finale  Mark Hilton con il punteggio di 6–4, 3–6, 6–4

### Doppio
Barry Cowan /  Neville Godwin hanno battuto in finale  Julian Knowle /  Stefano Pescosolido con il punteggio di 6–3, 3–6, 6–3